# Sanggrahan (Prambon)
Sanggrahan is een bestuurslaag in het regentschap Nganjuk van de provincie Oost-Java, Indonesië. Sanggrahan telt 2168 inwoners (volkstelling 2010).